# Luís de Camões
Luis Vaz de Camões [kamójnš], portugalski narodni pesnik, * ? december 1524 ali ? januar 1525, Coimbra ali Lizbona, † 10. junij 1579 ali 1580. Velja za eno največjih osebnosti luzofonske literature in enega velikih pesnikov zahodne tradicije.
Napisal je veliko lirične poezije in drame, vendar se ga najbolj spominjamo po njegovem epskem delu Os Lusíadas (Luzijada). Njegova pesniška zbirka Parnasum je bila med njegovim življenjem izgubljena. Vpliv njegove mojstrovine Os Lusíadas je tako globok, da portugalščino včasih imenujejo 'jezik Camõesa'.
Dan njegove smrti, 10. junij, je nacionalni dan Portugalske.

## Življenje
Biografski podatki o Camõesovem življenju so redki in večinoma neutemeljeni, zato jih je mogoče pripisati nastanku legend. Portugalski zgodovinar in pisatelj Diogo de Couto, ki je bil Camõesov prijatelj, je prvi zapustil svojevrstno biografijo, ki pa pogosto predstavlja dejstva, ki jih ni mogoče potrditi. Dokumentarne dokaze je težko najti. Raziskovalci v 19. in zgodnjem 20. stoletju so zato poskušali sestaviti biografijo iz literarnega dela in nekaj ohranjenih virov:
Luís Vaz de Camões se je rodil kot edini otrok Simãa Vaza de Camõesa in njegove žene Ane de Sá de Macedo. Njegov oče je v zgodnji mladosti zapustil družino, da bi obogatel v Indiji, a je umrl že po nekaj letih v Goi. Mati se je kasneje spet poročila. Camões je izhajal iz nižjega plemstva. Kot kraj rojstva se pogosto omenjata Coimbra ali Lizbona.
Mladega Camõesa so vzgajali dominikanci in jezuiti. Kasneje je verjetno študiral na Univerzi v Coimbri, kjer je bil kancler njegov stric Bento de Camões, prior samostana Santa Cruz, in prejel klasično izobrazbo. Bil je na dvoru kralja Dom Ivana III., kjer je delal kot vzgojitelj za dvorjane in se zaljubil v Catarino de Ataíde, eno od kraljičinih dvorjank. Zaradi te ljubezenske zgodbe pa je moral leta 1546 zapustiti kraljevi dvor.
Od leta 1549 je služil kot vojak v Ceuti in v bitki proti Mavrom izgubil desno oko. Ko se je vrnil v Lizbono, je med praznikom Vnebohoda poškodoval kraljevega častnika Gonçala Borgesa in bil nato zaprt. Po večkratnih posredovanjih je bil obsojen na visoko denarno kazen in triletno vojaško službo v tujini.
Leta 1553 je z ladjo odpotoval v Goo in bil takoj po prihodu vržen v zapor zaradi dolgov. Ponovno izpuščen je sodeloval v bitki na Malabarski obali. Ob koncu kazni je dosegel čin poveljnika v Makavu. Camões je bil tudi obtožen poneverbe in je odpotoval na sodišče v Goi, da bi se opravičil. V tej fazi svojega življenja je začel delati na svojem glavnem delu Os Lusíadas. Na povratku iz Goe v Makav je doživel brodolom na Mekongu, a je uspel rešiti rokopis svojega epa.
Leta 1570 se je Camões vrnil v Lizbono in dve leti kasneje objavil Luzijado. Portugalski kralj Sebastijan I. mu je podelil pokojnino, vendar izrecno in izključno za opravljene vojaške zasluge.
V starosti 55 ali 56 let je Camões umrl v epidemiji kuge in bil pokopan v množičnem grobu. Njegov grob je zdaj v Mosteiro dos Jerónimos (Samostan svetega Hieronima, Lizbona) v lizbonskem predmestju Belém. Vendar je kenotaf prazen in ga je mogoče razumeti le kot simbolično gesto v odnosu do pesniške in nacionalne veličine Camõesa.

## Delo
Kot pesnik je Camões med drugim pisal ekloge, ode, kancone, redondiljene in sonete.
Njegovo glavno delo je ep Os Lusíadas - Luzijada (1572). V slogu klasičnih epov z odmevi Odiseje in Eneide ter s črpanjem iz grške in rimske mitologije opisuje odkritje morske poti v Indijo Vasca da Game, njegovo potovanje ob afriški vzhodni obali okrog Rta dobrega Upanje in Calicut. Camões združuje to zgodbo s prikazom portugalske zgodovine.
Takoj po njegovi smrti je bilo njegovo lirsko delo zbrano v zbirki Rime, zapustil pa je tudi tri dela komičnega gledališča (Amfitrion (1587), Kralj Selvek (1645), Filodemo (1587)). Še za časa življenja se je večkrat pritoževal nad domnevnimi krivicami, ki naj bi jih bil deležen, in premajhno pozornostjo, ki jo je prejemalo njegovo delo, vendar je kmalu po njegovi smrti več pomembnih imen evropske književnosti začelo njegovo poezijo priznavati kot dragoceno in na visoki estetski ravni, s čimer je v javnosti in med poznavalci pridobivala vse večji ugled in vplivala na generacije pesnikov v več državah. Camões je bil prenovitelj portugalskega jezika in je zanj vzpostavil trajen kanon; postal je eden najmočnejših identitetnih simbolov svoje domovine in je referenca za celotno mednarodno luzofonsko skupnost. Danes je njegov sloves trdno zasidran in velja za eno največjih literarnih osebnosti zahodne tradicije; preveden je bil v več jezikov in je postal predmet obsežnih kritičnih študij.

### Luzijada
Naslov epa je mitološki, ker je bojda ustanovil Portugalsko Bakhov sin Luz in zato naj bi se Portugalci imenovali Luzitanci, Portugalska pa Luzitanija. Veda o portugaskem jeziku, kulturi in literaturi se zato danes imenuje luzitanistika.
Delo, ki se zgleduje po Vergilovi Eneidi, je poskus regularnega zgodovinskega epa. Luzijada je napisana v bogatem in preprostem jeziku, ki opeva junaška dejanja in lepo pokrajino. Naslov Luzijada (Os Lusiadas) pomeni, da ne opeva posameznih junakov, ampak portugalsko zgodovino, junake in kralje, predvsem pa odkritje in osvojitev Indije: Osrednje dogajanje je potovanje Vasca da Gama okoli Afrike in prihod v Indijo; v ta okvir so vložene pripovedi o prejšnjih portugalskih junakih in kraljih.